# Les Natchez (Delacroix)
Pour les articles homonymes, voir Les Natchez.
Les Natchez est un tableau du peintre français Eugène Delacroix commencé en 1823 et terminé en 1835. Cette huile sur toile représente une famille nord-amérindienne sur les bords du Mississippi, le père tenant dans ses bras un nouveau-né dont sa compagne vient d'accoucher. Inspirée d'Atala, un roman de François-René de Chateaubriand paru en 1801, et qui met en scène des Natchez dans les années 1730, l'œuvre est exposée au Salon de peinture et de sculpture, à Paris, en 1835. Elle est conservée depuis 1989 au Metropolitan Museum of Art, à New York, aux États-Unis. Pour Asher Miller, conservateur de ce musée, l’huile sur toile peut évoquer une Sainte Famille, ce qui se rapporte au thème chrétien d’Atala. Le regard de la mère épuisée par l’accouchement peut se lire comme une prémonition macabre sur la mort de l’enfant, qui intervient dans le roman de Chateaubriand.